# 亞眠憲章
亚眠宪章（法語：  Charte d'Amiens），是法國勞動總聯盟（CGT）於1906年10月在亚眠召開的第9次大會上通過的文件。該憲章主要主張是分離工会运动和政党。无政府工团主义者主导的勞動總聯盟（CGT），比起透過選舉途徑進行溫和改革，更偏好工會運動路線。憲章由勞動總聯盟秘书长维克多·格里弗耶斯與埃米尔·普热起草與提出。830名與會者支持通过，8人反对，1人弃权，此标志着当时革命工团主义潮流在勞動總聯盟取得了勝利。

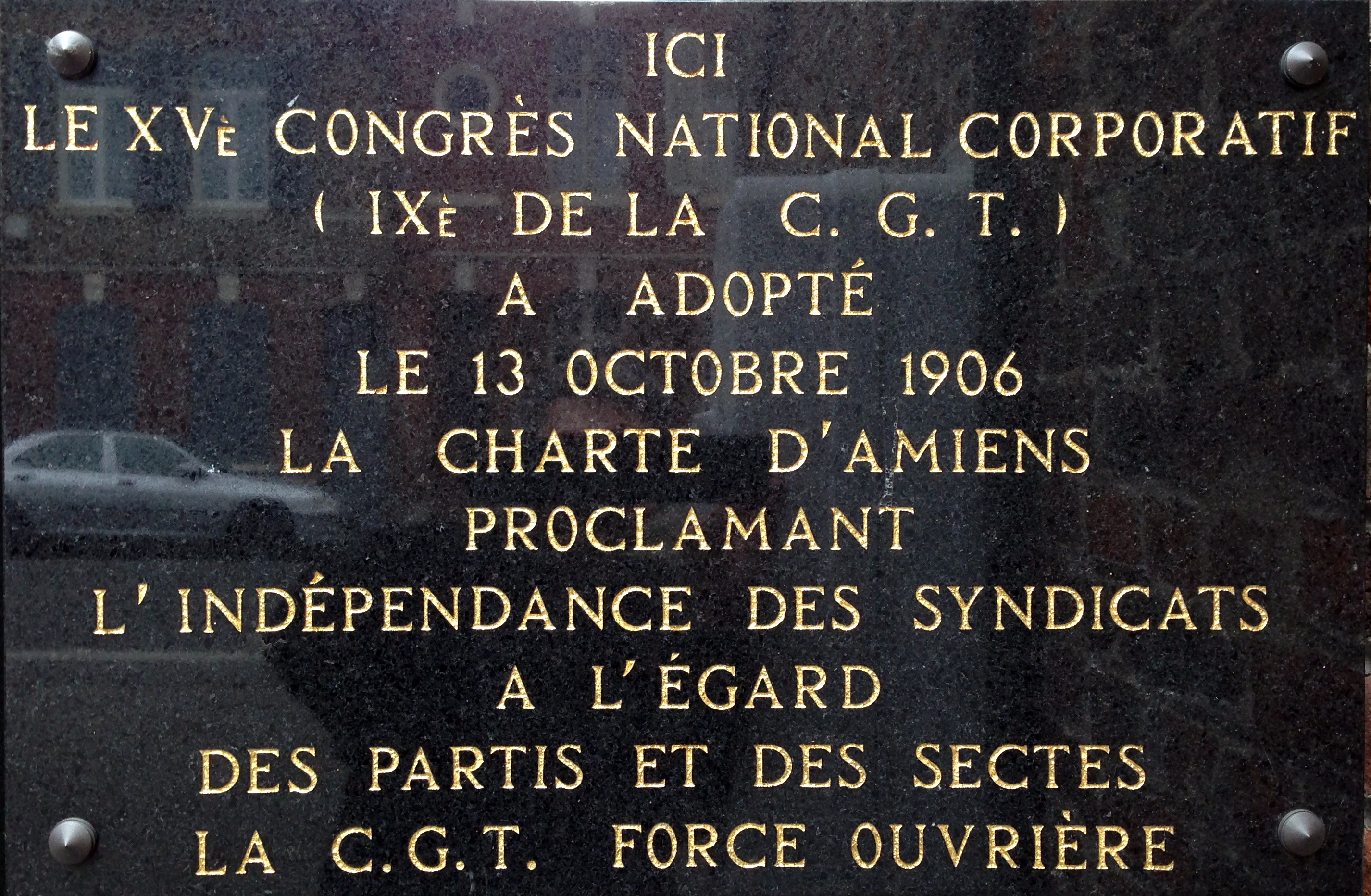
位於亞眠的亞眠憲章的紀念碑。

《亚眠宪章》为工人运动指定了两个目标：“捍卫迫切和日常需求”及“以全球社会转型為目標，展開完全独立于政党和国家的斗争”。根据该宪章，勞動總聯盟明确主張阶级斗争。短期目标包括减少工时（8小时工作制）和增加工资。而更长远的目标是通过总罢工的手段“消滅资本家”。憲章展現了工团主义的觀點，表明工会是未来的生产和社会再分配組織，是重组社会的基础。
憲章表示，基於所有勞工都同样受到物質及精神上的剥削和异化，加入工会是所有勞工的義務。另一方面，憲章宣布其成员能完全自由地选择自己認為更合适的政治斗争形式，即加入自己喜歡的政黨，但相對地，工会成员不應将在外面公开表示的意见引入工会之中。
《亚眠宪章》成为法国工会传统的基石，保证工會不受政党影响。雖然在第二次世界大战後，社会民主主義工會工人力量（Confédération Générale du Travail - Force Ouvrière, CGT-FO, FO）、工人国际法国支部（SFIO）和社会党（PS）相繼成立，勞動總聯盟依然一直与法国共产党（PCF） 保持非官方联系。CGT、FO、全國自治工會聯盟（UNSA）、聯合民主團結工會，全國勞工聯盟（CNT）、FGAAC和統一工會聯盟 （FSU）皆接受亞眠憲章。成立于1922年的CNT-AIT是唯一拒绝宪章的组织。CNT-AIT是国际工人协会（IWA）的法國支部，自稱是无政府共产主义组织。他們声称憲章通过宣布工会和政党间的分離来组织工会，是向政党的屈服。CNT-AIT也批评工會成為未來社會組織的基本單位此一觀點；在CNT-AIT看來，如果彻底擊敗资本主义，為避免工會成為新的控制者，工會應該解散。

## 參看
- 法国政治